# Tradescantia gentryi
Tradescantia gentryi là một loài thực vật có hoa trong họ Commelinaceae. Loài này được D.R.Hunt mô tả khoa học đầu tiên năm 2007.